# نان رفولمان
نان رفولمان (انگلیسی: Non-refoulement);(/ rəfu:lmɒ /) یک اصل بنیادین حقوق بین‌الملل است که یک کشور پناهنده پذیر را از هرگونه اخراج پناهجو یا بازگشت به سرزمینی که در معرض خطر آزار و شکنجه بر اساس «نژاد، مذهب، ملیت، عضویت در یک گروه اجتماعی خاص یا عقاید سیاسی» قرار می‌گیرند، ممنوع می‌سازد (نگاه کنید به ماده ۳۳ در پایین همین مقاله). برخلاف پناهندگی سیاسی که در اساس به‌دلیل ترس از آزار و اذیتی که روی دسته خاصی از افراد اعمال می‌شود که با تفسیر قربانیان واقعی آزار و شکنجه در برابر تعقیب کنندگانشان بر اساس اصل نان رفولمان نباید به کشور مبدأ که جان پناهنده در معرض خطر قرار می‌گیرد، بازگردانده شوند. این اصل ازجمله پناهندگان مناطق جنگی و سایر فجایع طبیعی محلی را نیز در بر می‌گیرد. این یک اصل از حقوق بین‌الملل عرفی است، که حتی به کشورهایی که کنوانسیون مربوط به وضعیت پناهندگان ۱۹۵۱ یا پروتکل ۱۹۶۷ را امضا نکرده و عضو نیستند اعمال می‌شود. این یک اصل عرف قانون رایج بین‌المللی است که به همه دولت‌ها اعمال شده و برای کشورها ی جهان لازم‌الاجرا می‌باشد.
این موضوع بحث است که آیا اصل نان رفولمان یک اصل (قطعی، معیار مطلق است) مثل اصول بین‌المللی که جامعه جهانی تمام آن را پذیرفته و به رسمیت شناخته باشد و هیچ گونه قابلیت الغا یا تعلیق را نداشته باشد. تنها اصول نهایی دیگر که تمام مشخصات این اصول را دارا باشد می‌تواند جایگزین آن شود. تعهد به این اصول در حضور جامعه جهانی تعهد تام و کلی و غیرقابل استثنا است. بحث در مورد این موضوع پس از حملات تروریستی ۱۱ سپتامبر ۲۰۰۱ در ایالات متحده و همچنین حملات معاصر در اروپا دوباره تکرار شد.

## تاریخچه
اصل نان رفولمان حکایت از یک خاطره جمعی بین‌المللی دارد که ناشی از شکست ملت‌ها در طول جنگ جهانی دوم بود؛ زیرا نتوانستند محیط امنی برای پناهندگانی که در معرض نسل‌کشی قطعی رژیم نازی قرار داشتند و فرار کرده بودند تأمین کنند. پس از جنگ جهانی دوم، ضرورت نظارت و کنترل بر سلطه دولتها نسبت به پناهندگان برای جامعه بین‌المللی آشکار شد. در طول جنگ، چندین کشور به اجبار یهودیان آلمانی و فرانسوی را که از هولوکاست فرار کرده بودند برگرداندند یا از پذیرفتن پناهندگی آن‌ها سرباز زدند. پس از جنگ، میلیونها پناهنده و زندانی روس از اتحاد جماهیر شوروی، به رغم نگرانی‌هایی که در زمینه تلافی جویی دولت انتقالی در بازگشت آن‌ها وجود داشت. به زور برگردانده شدند، اما در برگشت دولت شوروی بیش از ۲میلیون از این افراد بازگردانده شده را شکنجه کرد یا کشت.
امروزه، اصل نان رفولمان به ظاهر از بازگرداندن اجباری افراد به کشورهایی که کنوانسیون ۱۹۵۱ مربوط به وضعیت پناهندگان، پروتکل ۱۹۶۷ مربوط به وضعیت پناهندگان یا کنوانسیون علیه شکنجه ۱۹۸۴، را امضا کرده‌اند محافظت می‌کند. با این وجود، برخی کشورهایی که امضاکننده این پیمانها بوده‌اند اینطور نبوده که قانون را محترم بشمارند، در نتیجه حقوق بین‌الملل را دور زده و افراد را به اجبار به میهن خود بازگردانده‌اند یا آن‌ها را تسلیم مجرمان کرده‌اند.

## قوانین پناهندگی
- ماده ۳ کنوانسیون ۱۹۳۳ مربوط به وضعیت بین‌المللی پناهندگان نخستین اشاره به اصل نان رفولمان قانون بین‌الملل.[۴]
- اصل «نان رفولمان» به‌طور رسمی در ماده ۳۳ کنوانسیون ۱۹۵۱ دربارهٔ مهاجرین " به عنوان اصل قانون عرفی گنجانیده شده‌است. طبق این اصل هیچ کشور نمی‌تواند کسی را به مرزهای کشوری برگرداند که درآنجا آزادی یا زندگی این شخص به خاطر وابستگی سیاسی، مذهبی، ملی یا به خاطر عضویت در گروه اجتماعی خاص در معرض خطر باشد.[۵]
- پروتکل ۱۹۶۷ مربوط به وضعیت پناهندگان و اصلاح ماده ۳۳ و یک استاندارد قانونی جامع تر برای تعیین پناهندگان و مراقبت از تمام فعالیت‌های ملل متحد راجع به مسایل مربوط به پناهنده گان و مهاجرت‌های اجباری است.[۶]
- ماده سوم سازمان مشاوره حقوقی آسیا-آفریقایی ۱۹۹۶ (که بعدها به عنوان کمیته مشاوره حقوقی آسیا و آفریقا شناخته شد)، نقش مشاور در سازمان‌های غیردولتی را داشته و در کمیسیون حقوق بشر مشورت می‌دهد.
- ماده (۳) کنوانسیون سازمان کنفرانس وحدت آفریقا در رابطه با موضوعات خاص مشکلات پناهندگان در آفریقا متعهد است. در سال ۱۹۶۹، بر اساس این قانون پناهجویانی که از جنگ، سلطه استعماری یا ناآرامی‌های اجتماعی فرار می‌کنند، حمایت می‌شوند. این پیمان به به‌طور کلی به عنوان بیانیه قانون عرفی بین‌المللی پذیرفته شده‌است و برای همه کشورها لازم‌الاجرا است.
- ماده ۲۲ (۸) کنوانسیون حقوق بشر ۱۹۶۹ آمریکا، خطراتی که متوجه یک پناهجو است «حق زندگی یا آزادی شخصی» بر اساس اصل نان رفولمان در ایالات آمریکا به رسمیت می‌شناسد
- ماده ۳ کنوانسیون ۱۹۸۴ مصوب ۱۰ دسامبر کنوانسیون منع شکنجه و رفتار یا مجازات خشن، غیرانسانی یا تحقیرکننده و سایر رفتارهای ناعادلانه، غیرانسانی یا تحقیرآمیز، مطابق اصل نان رفولمان مانع شکنجه و رفتار غیرانسانی با پناهجو می‌شود.
- در ماده ۳ (۲) کنوانسیون اروپایی ۱۹۵۷ در مورد استرداد و ماده ۴ (۵) کنوانسیون بین‌المللی آمریکا در مورد استرداد ۱۹۸۱، اصل نان رفولمان نیز به موارد استرداد اعمال می‌شود که در آن فرد معتقد است که در صورت بازگشت محاکمه می‌شود. اینها مجموعه قواعدی که در سال ۱۹۵۷ توسط سازمان ملل متحد پیش‌نویس شده‌است. این قواعد به کشورها کمک می‌کند تا رفتارهای خود را در زمینه‌های معین با معیارهای بین‌المللی حقوق بشر مطابقت دهند. جامعه جهانی این قواعد را پایین‌ترین معیار قابل قبول که با کرامت انسانی سازگاری دارد، می‌دانند. این قواعد اگرچه از نظر حقوقی لازم‌الاجرا نیستند.

اما از کشورها به شدت و تمایل تمام می‌خواهد تا این قواعد را در عمل پیاده کنند و حتی این قواعد را به قانونی ملی کشور خود تبدیل نمایند.

## تفاسیر
اگرچه اصل عدم بازگرداندن (استرداد) پناهجویان یک جنبه غیرقابل مذاکره حقوق بین‌الملل است، دولت‌ها ماده ۳۳ کنوانسیون ۱۹۵۱ را به روش‌های مختلفی تفسیر کرده‌اند و پاسخ‌های حقوقی خود را به پناهجویان به شیوه‌های مناسبی ارائه کرده‌اند. چهار تفسیر رایج عبارتند از:

### سخت‌گیرانه
تفسیر سخت‌گیرانه به این معنی است که قوانین عدم بازگشت تنها برای پناهجویانی اعمال می‌شود که به‌طور فیزیکی وارد مرزهای یک ایالت شده‌اند. کشورهایی که از این تفسیر استفاده می‌کنند اغلب سیاست‌ها و رویه‌هایی را طرح و وضع می‌کنند که از رسیدن پناهجویان به مرزهایشان جلوگیری کند.

### دقیق، با یک قرائت محدود
این تفسیر بر این باور است که فقط برخی از پناهندگان از نظر قانونی حق برخورداری از حمایت عدم بازگشت را دارند. اگر کشوری پناهجویی دریافت می‌کند و مشخص نباشد که بر اثر بازگرداندن «زندگی یا آزادی آنها در معرض خطر قرار می‌گیرد» با این تفسیر می‌توان پناهنده را به‌طور قانونی به کشور مبدأ خود بازگرداند.

### جمع‌گرا
این رویکرد شامل سیستم‌های بین‌المللی می‌شود که برای رسیدگی به درخواست پناهندگی در کشوری که در آن شخص در ابتدا درخواست پناهندگی می‌دهد و آنها پناهندگان را بین کشورهای دیگر توزیع می‌کنند. این رویکرد بر این منطق متکی است که بر اساس ماده ۳۳ کشورهای پذیرنده پناهجو را ملزم می‌کند تا به آنها اجازه اقامت دائم بدهند، این تعهدی است که پناهجویان را به منطقه‌ای که در آن با خطر احتمالی روبرو خواهند شد بازنگردانند. توافق‌نامه‌های جابجایی پناهندگان بین کشورها باید تضمین کند که آنها توسط کشور میزبان جدید بازگردانده نمی‌شوند. با این حال، کشور میزبان جدید مجبور نیست که ا لزاما عضو کنوانسیون ۱۹۵۱ باشد.

### جمعی، با قوانین ممنوعیت از رسیدن پناهجویان به مرزهای مستقل
این رویکرد تفسیری از اصل ۳۳ نیست، بلکه راهی برای دور زدن آن است. در این قانون رویکردهای سختگیرانه و جمع گرایانه را با هم ترکیب می‌کند. کشورهایی که از این رویکرد استفاده می‌کنند، مناطق غیرحاکمیتی را در داخل مرزهای خود، عمدتاً در مراکز مسافرتی ایجاد می‌کنند. پناهجویانی که خود را در چنین مناطقی معرفی می‌کنند و به کشور دیگری فرستاده می‌شوند تا به درخواست پناهندگی آنها رسیدگی شود. همانند جمع گرایی سنتی، پناهجو را نمی‌توان به کشوری فرستاد که در آن با خطر احتمالی مواجه است.